# Třída Stromboli
Třída Stromboli je třída zásobovacích tankerů italského námořnictva. Jejich hlavním úkolem je zásobovat válečné lodě palivem a několika druhy zásob. Obě italské jednotky jsou stále v aktivní službě. Třetí kus, postavený pro Irák, absolvoval pouze dvouletou službu. Poté byl internován a nikdy znovu neaktivován. V italském námořnictvu třídu roku 2019 nahradí nová podpůrná loď.

## Stavba

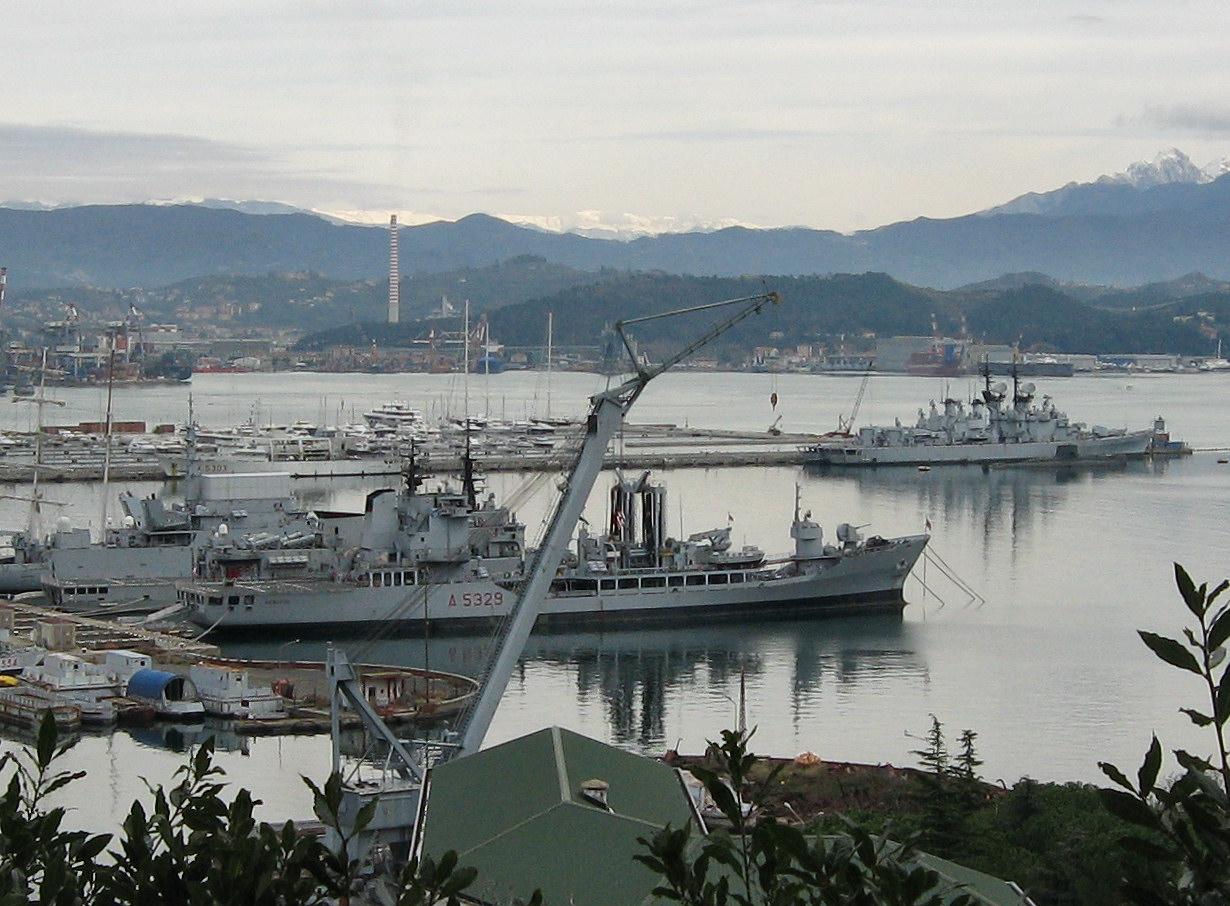
Vesuvio (A 5329)

Dvojici tankerů, pojmenovaných Stromboli (A 5327) a Vesuvio (A 5329), postavila italská loděnice Fincantieri v Riva Trigoso v Janově. Do služby byly zařazeny 31. října 1975 a 18. listopadu 1978. V roce 1981 byla Irákem objednána třetí jednotka Agnadeen (A 102). Irácké námořnictvo ji do služby zařadilo 29. října 1984, dva následující roky probíhal výcvik posádky v italských vodách, když ale loď v roce 1986 plula do Iráku, byla internována v Alexandrii. Plavidlo bylo později vráceno výrobci Fincantieri, ale nového kupce nenašlo.
Jednotky třídy Stromboli:
| Jméno              | Založení kýlu    | Spuštěna na vodu | Vstup do služby | Status                  |
| ------------------ | ---------------- | ---------------- | --------------- | ----------------------- |
| Stromboli (A 5327) | 1. října 1973    | 20. února 1975   | 31. října 1975  | aktivní                 |
| Vesuvio (A 5329)   | 1. července 1974 | 4. června 1977   | 31. října 1978  | vyřazena 11. října 2023 |
| Agnadeen (A 102)   | 29. ledna 1982   | 22. října 1982   | 29. října 1984  | nikdy nedodáno          |

## Konstrukce

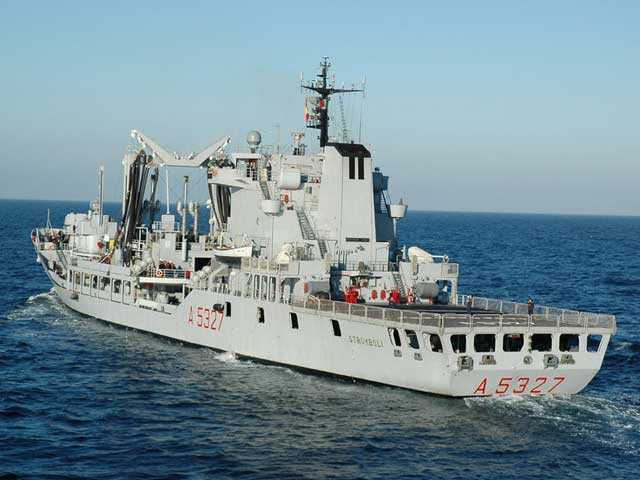
Stromboli (A 5327)

Posádka tankeru čítá 124 osob, ale na palubě může být celkově ubytováno až 250 pasažérů. Palivo může tanker doplňovat dvěma plavidlům na bocích a třetímu na zádi. Zásoby může předávat plavidlu po každém boku a třetímu pomocí vrtulníku. Kapacita tankeru je 1370 tun topného oleje, 2830 tun motorové nafty, 480 tun leteckého paliva a 200 tun munice či náhradních dílů. Obrannou výzbroj tvoří jeden 76,2mm kanón a dva 20mm kanóny. Na zádi je přistávací plocha pro jeden vrtulník, plavidla ovšem nenesou hangár. Pohonný systém tvoří dva diesely GMT C428 SS o výkonu 8350 kW. Lodní šroub byl jeden. Nejvyšší rychlost je 19,5 uzlu. Dosah je 10 000 námořních mil při 16 uzlech.